# Kreischberg
Kreischberg est une montagne de 1 981 mètres d'altitude située près de Sankt Georgen ob Murau dans le district de Murau, dans le sud-ouest du Land de Styrie en Autriche.
Une station de ski de taille moyenne - l'une des plus importantes de Styrie - a été développée sur ses pentes ainsi que sur les pentes du mont voisin Rosenkranzhöhe (2 118 mètres d'altitude).
Le domaine skiable est relativement varié. Tandis que les skieurs débutants disposent de très larges pistes à pente douce sur les hauteurs, le long des téléskis Sunshine I et II et de la deuxième section de la télécabine de conception moderne, la partie inférieure de cette dernière remontée mécanique dessert la piste - de difficulté noire - la plus longue et la plus physique du domaine. Le télésiège 6 places débrayable Sixpacks dessert depuis 2009 la partie droite du domaine, récemment développée. Les seules réelles possibilités de ski hors-pistes se trouvent sur le secteur excentré de Rosenkranz, desservi par deux remontées de conception relativement ancienne. Sur ce dernier sous-domaine, les pistes sont un peu plus étroites qu'ailleurs et réservent quelques surprises, ce qui doit inciter à plus de prudence. La station tend toutefois à surcoter la difficulté de ses pistes.
Deux zones de snowpark - le Airypark - complètent l'offre du domaine. La station disposerait du plus grand half-pipe d'Europe. Kreischberg organise régulièrement des épreuves de la coupe du monde de snowboard, ainsi que des épreuves de boardercross. Elle a accueilli en 2003 les championnats du monde de snowboard.
La station a développé une piste de luge de près de 1,2 km de long, ainsi qu'une courte piste de kilomètre lancé.
Kreischberg est membre des regroupements de stations de ski Steiermark Joker et Murtaler Skiberge.
En 2015, la station accueille les Championnats du monde de ski acrobatique et de snowboard.